# Homayun Morowat
Homayun Morowat "همایون مروت", född 10 mars 1965 i Kabul i Afghanistan, är en svensk filmregissör, manusförfattare, kompositör och låtskrivare.

## Biografi
Homayun Morowat utbildnade sig vid Central Kabul High School, känd som Habibia High School. 1979 gick han med i bandet Gul-e-Surkh. 1976 registrerade han sig i Ghulam Mohammad Miamangi Art School. Han debuterade på Youth Theatre Center. Han började studera filmredigering vid Moskva Film Academy VGIK 1983. Han avlade magisterexamen 1988, och mellan 1989 och 1992 studerade han till en doktorsexamen.
Sedan 1998 har Homayun Morowat bott i Sverige. Han gick med i Farda Culture Club i Sverige. Han arbetade på SVT 2001–2002.  2007 regisserade han filmen "An Apple From Paradise" i Kabul.
Från 2012 till 2013 var Morowat anställd av Sveriges radio som producent och korrespondent. Han regisserade sedan spelfilmen "Flying Without Wings" 2014.
Morowat är en av grundarna för SAMA International Film Festival som lanserades 2009.

## Filmografi
- 1984 – In the Way
- 1985 – The Wish
- 1987 – The Golden Dream
- 1990 – The Green Coal
- 2002 – S.P.U.N.G
- 2008 – An Apple From Paradise
- 2014 – Flying Without Wings (film)